# فروید ۴۳۴۲
سیارک ۴۳۴۲ (به انگلیسی: 4342 Freud، نامگذاری:1987QO9) چهار هزار و سیصد و چهل و دومین سیارک کشف شده‌است که در ۲۱ اوت ۱۹۸۷ کشف شد.
قدر مطلق سیارک برابر ۱۲٫۱۰ است.